# Al-Mughira ibn Shu'ba
Al-Mughīra ibn Shuʿba ((in arabo المغيرة بن شعبة‎?); fl. VII secolo) fu uno dei più importanti Compagni del Profeta.
Nipote del Compagno martire ʿUrwa b. Masʿūd, al-Mughīra apparteneva alla tribù dei Thaqīf di Tāʾif e al suo clan dei Banu Muʿaṭṭib, che assolveva al compito della custodia (sidāna ) del santuario di Allāt.

## Storia
Fu cacciato dalla sua città perché accusato di aver stordito e spogliato dei loro averi i suoi compagni di viaggio durante il loro sonno.
Gli capitò di ascoltare le parole di un cristiano, il quale gli descrisse le qualità e le caratteristiche di un profeta e questo lo spinse a recarsi a Medina per mettersi al servizio di Muhammad.
Fu dopo la sottomissione di Tāʾif nel 628 che al-Mughīra si convertì però all'Islam, agevolando l'adesione alla nuova fede monoteistica dei suoi concittadini. La rottura con il precedente politeismo fu sottolineata dalla distruzione, da parte sua e di Abū Sufyān, del santuario di Allāt e dal prelevamento del suo tesoro per il bayt al-māl (erario) islamico.
Sotto il califfato di Abū Bakr il potere era riservato ai Quraysh, motivo per cui al-Mughīra poté ricoprire solo incarichi minori. Il Califfo ʿUmatr b. al-Khaṭṭāb, nonostante le voci sulla sua scarsa moralità, lo nominò Governatore di Bassora nel 639, dopo la morte di Utba b. Ghazwān. Tuttavia la sua posizione venne compromessa da una lettera inviata da Abū Bakr, che lo accusava di adulterio: egli, infatti, lo aveva visto fornicare con la vedova Umm Jamīl, appartenente alla sua stessa tribù. Avvalendosi delle prove che, secondo la Shari'a, dovevano essere confermate da quattro testimoni (Muʿāwiya, ʿAmr ibn al-ʿĀṣ, Mughīra e Ziyād), al-Mughīra fu sul punto di essere lapidato, ma ʿUmar si limitò a destituirlo dal suo incarico a Bassora.
Nel 642 fu chiamato all'incarico di Governatore di Kufa. Nello stesso anno il suo schiavo Abū Luʾluʾa, dopo essersi stabilito a Medina, accoltellò il Califfo, accusandolo di non aver fatto abbastanza per convincere il suo padrone ad abbassare la cifra che egli richiedeva per il suo affrancamento.
Sotto il califfato di ʿUthmān b. ʿAffān (643), al-Mughīra, noto per essere stato un combattente coraggioso, conquistò l'Azerbaigian, mantenendo nello stesso tempo l'incarico affidatogli precedentemente da ʿUmar.
Durante il califfato di ʿAlī, si tenne invece fuori dalla scena politica, restando a Tāʾif, fino a quando, nel 660, approfittò della confusione generale che seguì la morte dell'ultimo califfo «ortodosso» per porsi alla guida del pellegrinaggio annuale.
Nel 661 le sue qualità convinsero il califfo omayyade Muʿāwiya a conferire ad al-Mughīra il Governatorato di Kūfa e, nel 662, a mandarlo a Istakhr per far richiamare Ziyād b. Abīhi a Damasco, dove poi sarebbe stato riconosciuto come fratello dal califfo.
Raggiunta la sessantina, e con essa il desiderio di restare sulla scena politica e di consolidare la dinastia omayyade in modo da terminare con onore la sua carriera, egli riuscì con abilità e astuzia a sedare le violente rivolte dei kharigiti nella sua provincia, sfruttando l'aiuto degli alidi. Soddisfatto della buona riuscita dell'azione, Muʿāwiya decise di destituirlo, ma al-Mughīra fu in grado di trovare validi argomenti per prolungare la sua attività. Su questa scia egli ebbe la possibilità di preparare il terreno per l'entrata in scena come suo successore al governatorato di Ziyād b. Abī Sufyān. Infine dette il suo consenso al progetto del Califfo di proclamare Yazīd come suo possibile erede.
Quando la situazione divenne stabile in tutto l'Iraq, Muʿāwiya decise di lasciare al-Mughīra al suo incarico fino alla morte, che sopraggiunse a 70 anni circa in una data imprecisata tra il 668 e il 671, a causa dalla peste.